# Joseph Lambert
Joseph François Lambert, duca d'Émyrne (Nantes, 1824 – Mohéli, 1873), è stato un esploratore francese.

## Biografia
Colonizzatore del Madagascar, fu consigliere del re Radama II.
Nel 1868, caduto in disgrazia presso il sovrano malgascio, si recò nella vicina isola Mohéli dove si guadagnò la protezione della regina Djoumbé Fatima con la quale intrattenne anche una relazione privata. Per tre anni ebbe un ruolo attivo nell'amministrazione del piccolo regno. Convinse la sultana a sottoscrivere una convenzione che la rendeva padrona di tutte le terre locali al fine di trarne il massimo dei frutti. Il progetto non raggiunse il traguardo sperato. Fatima, comunque, lo nominò duca di Imerina e lo sostenne durante la malattia e morte.